# Mushoku Tensei
Mushoku Tensei: Jobless Reincarnation (jap. 無職転生 〜異世界行ったら本気だす〜 Mushoku Tensei: Isekai ittara honki dasu) – seria light novel autorstwa Rifujin na Magonote, pierwotnie publikowana na witrynie internetowej Shōsetsuka ni narō, później wydana pod imprintem MF Books wydawnictwa Media Factory z ilustracjami autorstwa Shirotaki.
Na podstawie powieści powstała manga oraz telewizyjny serial anime wyprodukowany przez Studio Bind, który był emitowany od stycznia do grudnia 2021. Serial spotkał się z ogólnie pozytywną reakcją i został uznany za jedno z najlepszych anime 2021 roku. Emisja drugiego sezonu rozpoczęła się w lipcu 2023 i zakończyła w lipcu 2023. Zapowiedziano powstanie trzeciego sezonu.

## Fabuła
Nieznany z imienia 34-letni NEET zostaje eksmitowany z domu po tym, jak nie pojawił się na pogrzebie rodziców. Po chwili autorefleksji dochodzi do wniosku, że jego życie nie ma sensu. Próbując zrobić coś sensownego, ratuje nastolatka spod kół ciężarówki, ale sam ginie. Budzi się w ciele niemowlęcia o imieniu Rudeus Greyrat i odkrywa, że został reinkarnowany w świecie magii i miecza. Postanawia odnieść sukces w nowym życiu, aby nie powtórzyć błędów z przeszłości. Rudeus, dzięki swoim zdolnościom i wczesnemu wykształceniu, rozwija silne zamiłowanie do magii. W młodości został uczniem demonicznej czarodziejki Roxy Migurdii, zaprzyjaźnił się z półelfką Sylphiette i został nauczycielem magii szlachetnej dziedziczki Eris Boreas Greyrat. Opowieść ta jest kroniką najważniejszych momentów jego nowego życia, w którym próbuje przezwyciężyć niepowodzenia poprzedniego.

## Bohaterowie

### Główni
- Rudeus Greyrat (jap. ルーデウス・グレイラット Rūdeusu Gureiratto)

Seiyū: Tomokazu Sugita (poprzednie wcielenie), Yumi Uchiyama 
- Roxy Migurdia (jap. ロキシー・ミグルディア Rokishī Migurudia)

Seiyū: Konomi Kohara 
- Sylphiette (jap. シルフィエット Shirufietto)

Seiyū: Ai Kayano 
- Eris Boreas Greyrat (jap. エリス・ボレアス・グレイラット Erisu Boreasu Gureiratto)

Seiyū: Ai Kakuma 

### Rodzina Greyrat
- Paul Greyrat (jap. パウロ・グレイラット Pauro Gureiratto)

Seiyū: Toshiyuki Morikawa 
- Zenith Greyrat (jap. ゼニス・グレイラット Zenisu Gureiratto)

Seiyū: Hisako Kanemoto 
- Lilia Greyrat (jap. リーリャ・グレイラット Rīrya Gureiratto)

Seiyū: Lynn 
- Norn Greyrat (jap. ノルン・グレイラット Norun Gureiratto)

Seiyū: Saya Aizawa 
- Aisha Greyrat (jap. アイシャ・グレイラット Aisha Gureiratto)

Seiyū: Yūki Takada 

### Uniwersytet Magii Ronoa
- Zanoba Shirone (jap. ザノバ・シーローン Zanoba Shīrōn)

Seiyū: Satoshi Tsuruoka 
- Elinalise Dragonroad (jap. エリナリーゼ・ドラゴンロード Erinarīze Doragonrōdo)

Seiyū: Rie Tanaka 
- Cliff Grimoire (jap. クリフ・グリモル Kurifu Gurimoru)

Seiyū: Ryōta Ōsaka 
- Linia Dedoldia (jap. リニア・デドルディア Rinia Dedorudia)

Seiyū: Fairouz Ai 
- Pursena Adoldia (jap. プルセナ・アドルディア Purusena Adorudia)

Seiyū: Minami Tanaka 
- Shizuka Nanahoshi (jap. ナナホシ・シズカ Nanahoshi Shizuka)

Seiyū: Shion Wakayama 
- Ariel Anemoi Asura (jap. アリエル・アネモイ・アスラ Arieru Anemoi Asura)

Seiyū: Reina Ueda 

### Antagoniści
- Bóg ludzi (jap. 人神 Hito-gami)

Seiyū: Kujira 
- Laplace (jap. ラプラス Rapurasu)

### Inni
- Ruijerd Superdia (jap. ルイジェルド・スペルディア Ruijerudo Superudia)

Seiyū: Daisuke Namikawa 
- Ghislaine Dedoldia (jap. ギレーヌ・デドルディア Girēnu Dedorudia)

Seiyū: Megumi Toyoguchi 
- Kishirika Kishirisu (jap. キシリカ・キシリス Kishirika Kishirisu)

Seiyū: Yuka Iguchi 
- Orsted (jap. オルステッド Orusuteddo)

Seiyū: Kenjiro Tsuda 
- Perugius Dola (jap. オルステッド Perugiusu Dōra)

Seiyū: Rikiya Koyama 

## Produkcja
Rifujin na Magonote skomentował, że stworzył postać Rudeusa ze świadomością jego kontrowersyjnej osobowości. Miał zamiar, aby działania Rudeusa były bardziej znaczące w tym procesie. Nie miał problemu z krytykowaniem go na wczesnym etapie i pozostawił jego ocenę publiczności. Magonote chciał, aby widzowie zwrócili uwagę na konkretną stronę jego postaci i mogli się z nią identyfikować. Wcześniej powiedział, że spotkał się z dużym odzewem w epizodach 6-7 internetowej wersji powieści, kiedy to Roxy zabrała Rudeusa na zewnątrz. Dzięki niej Rudeus przezwyciężył traumę. Taka historia wywarła ciepłe wrażenie na jego czytelnikach i sprawiła, że pomyślał: „Rozwijajmy się w tym kierunku”.
Po opublikowaniu pierwszych części swojego dzieła Rifujin napisał, że jego zamiarem było stworzenie serii liczącej co najmniej sto rozdziałów. Ze względu na krytykę swojej pracy, rozważał przedwczesne zakończenie serii, ale został zainspirowany do jej kontynuowania, gdy jego praca osiągnęła pierwsze miejsce w codziennych rankingach Syosetu. Pierwotnie fabuła, w której Rudeus ponownie spotyka się z Aishą, miała być zupełnie inna niż w opublikowanym dziele. Autor chciał, aby Lilia zginęła poza ekranem, a Aisha ukrywała się pod inną tożsamością. Uznał jednak, że śmierć Lilii jest nieklimatyczna i nie zdecydował się na nią; musiał więc przerobić wątek fabularny, aby nadać sens jej przetrwaniu i braku kontaktu. Rifujin stwierdził, że z powodu zmian fabuła może być dziwaczna, ale nie żałuje swojej decyzji; zauważył, że przeżycie Lilii skłoniło go do ponownego przemyślenia sytuacji Zenith w opowiadaniu.

## Web novel i light novel
Rifujin na Magonote opublikował swoją pracę na witrynie internetowej Shōsetsuka ni narō (skracane do Syosetu), a pierwszy rozdział został przesłany 22 listopada 2012. W listopadzie 2013 autor ogłosił, że jego praca zostanie wydana jako light novel pod imprintem MF Books przez wydawnictwo Media Factory; niezależnie od tego, zadeklarował on zamiar dalszego publikowania rozdziałów online. Ilustratorem light novel jest użytkownik serwisu Pixiv o pseudonimie Shirotaka. W Ameryce Północnej licencję na serię zakupiło wydawnictwo Seven Seas Entertainment. W swoich tłumaczeniach wprowadziło zmiany lokalizacyjne, takie jak złagodzenie zboczonego zachowania Rudeusa i usunięcie odniesień do gwałtu. Później zdecydowało się jednak na „ponowną ocenę” swoich decyzji lokalizacyjnych.

W lutym 2022 roku seria light novel ukazała się w nakładzie ponad 10 milionów egzemplarzy.
| Nr | Data wydania (język japoński) | ISBN (język japoński)  |
| -- | ----------------------------- | ---------------------- |
| 1  | 24 stycznia 2014              | ISBN 978-4-04-066220-6 |
| 2  | 25 marca 2014                 | ISBN 978-4-04-066393-7 |
| 3  | 23 maja 2014                  | ISBN 978-4-04-066755-3 |
| 4  | 25 sierpnia 2014              | ISBN 978-4-04-066961-8 |
| 5  | 24 października 2014          | ISBN 978-4-04-067130-7 |
| 6  | 25 stycznia 2015              | ISBN 978-4-04-067412-4 |
| 7  | 25 sierpnia 2015              | ISBN 978-4-04-067759-0 |
| 8  | 23 października 2015          | ISBN 978-4-04-067946-4 |
| 9  | 25 stycznia 2016              | ISBN 978-4-04-068046-0 |
| 10 | 25 marca 2016                 | ISBN 978-4-04-068192-4 |
| 11 | 25 maja 2016                  | ISBN 978-4-04-068347-8 |
| 12 | 25 sierpnia 2016              | ISBN 978-4-04-068483-3 |
| 13 | 22 grudnia 2016               | ISBN 978-4-04-068745-2 |
| 14 | 25 kwietnia 2017              | ISBN 978-4-04-069189-3 |
| 15 | 25 lipca 2017                 | ISBN 978-4-04-069355-2 |
| 16 | 25 października 2017          | ISBN 978-4-04-069587-7 |
| 17 | 25 stycznia 2018              | ISBN 978-4-04-069664-5 |
| 18 | 25 maja 2018                  | ISBN 978-4-04-069925-7 |
| 19 | 25 sierpnia 2018              | ISBN 978-4-04-065167-5 |
| 20 | 25 stycznia 2019              | ISBN 978-4-04-065502-4 |
| 21 | 25 marca 2019                 | ISBN 978-4-04-065637-3 |
| 22 | 25 lipca 2019                 | ISBN 978-4-04-065908-4 |
| 23 | 25 czerwca 2020               | ISBN 978-4-04-064540-7 |
| 24 | 25 grudnia 2020               | ISBN 978-4-04-680069-5 |
| 25 | 25 września 2021              | ISBN 978-4-04-680509-6 |
| 26 | 25 listopada 2022             | ISBN 978-4-04-681933-8 |

## Manga
2 maja 2014 w numerze 5/2014 magazynu „Gekkan Comic Flapper” podano do wiadomości, że mangowa adaptacja Mushoku Tensei autorstwa Yuki Fujikawy będzie mieć premierę w numerze czerwcowym; choć Yuka jest autorką mangi, projekty postaci przypisuje się Shirotace. Następnie wydawnictwo Media Works rozpoczęło zbieranie rozdziałów do wydań w formacie tankōbon, których pierwszy tom ukazał się w październiku 2014.
Druga seria mangi zilustrowana przez Kazusę Yonedę, zatytułowana Mushoku Tensei: Isekai ittara honki dasu - Shitsui no majutsushi-hen (jap. 無職転生 ～異世界行ったら本気だす～ 失意の魔術師編), rozpoczęła publikację 20 grudnia 2021 w serwisie Comic Cmoa, należącym do NTT Solmare. Jest to adaptacja siódmego tomu light novel.
| Nr | Data wydania (język japoński) | ISBN (język japoński)   |
| -- | ----------------------------- | ----------------------- |
| 1  | 23 października 2014          | ISBN 978-4-04-066884-0  |
| 2  | 23 marca 2015                 | ISBN 978-4-04-067293-9  |
| 3  | 19 września 2015              | ISBN 978-4-04-067808-5  |
| 4  | 23 marca 2016                 | ISBN 978-4-04-068226-6  |
| 5  | 23 września 2016              | ISBN 978-4-04-0694-18-4 |
| 6  | 23 marca 2017                 | ISBN 978-4-040691-09-1  |
| 7  | 23 września 2017              | ISBN 978-4-040694-18-4  |
| 8  | 23 marca 2018                 | ISBN 978-4-040697-76-5  |
| 9  | 23 października 2018          | ISBN 978-4-040651-00-2  |
| 10 | 23 marca 2019                 | ISBN 978-4-040655-76-5  |
| 11 | 23 października 2019          | ISBN 978-4-040640-46-4  |
| 12 | 23 marca 2020                 | ISBN 978-4-040644-69-1  |
| 13 | 20 sierpnia 2020              | ISBN 978-4-04064-816-3  |
| 14 | 21 stycznia 2021              | ISBN 978-4-04680-113-5  |
| 15 | 23 czerwca 2021               | ISBN 978-4-04680-670-3  |
| 16 | 22 listopada 2021             | ISBN 978-4-04680-885-1  |
| 17 | 22 listopada 2021             | ISBN 978-4-04-681385-5  |
| 18 | 22 grudnia 2022               | ISBN 978-4-04-681985-7  |

### Spin-offy
Spin-off w postaci mangi zilustrowany przez Shoko Iwami, zatytułowany Mushoku Tensei: Roxy datte honki desu (jap. 無職転生 ～ロキシーだって本気です～), był wydawany online w serwisie ComicWalker przez wydawnictwo Kadokawa Shoten od 21 grudnia 2017 do 14 lipca 2023. Całość zebrano w 12 tankōbonach, ukazywanych od 23 stycznia 2023 do 23 sierpnia 2023.
Drugi spin-off, zilustrowany przez Kaede Nogiwę, zatytułowany Mushoku Tensei: 4-koma ni natte mo honki dasu (jap. 無職転生 ～4コマになっても本気だす～), był wydawany w magazynie „Dengeki Daioh G” wydawnictwa ASCII Media Works od 25 października 2018 do 27 sierpnia 2020. Między 26 października 2019 a 26 grudnia 2020 zostały opublikowane 3 tomy tankōbon.
Trzeci spin-off, zilustrowany przez Take Higake, zatytułowany Mushoku Tensei: Eris wa honki de kiba o togu (jap. 無職転生～エリスは本気で牙を砥ぐ～), jest publikowany online w serwisie Gangan Online przez Square Enix od 15 marca 2022.

## Anime
15 marca 2019 roku na oficjalnej stronie MF Books ogłoszono, że Mushoku Tensei otrzyma adaptację anime. 18 października 2019 tego samego roku poinformowano, że będzie to serial telewizyjny, za animację którego odpowiedzialne będzie Studio Bind. Reżyserem został Manabu Okamoto, Kazutaka Sugiyama zaprojektował postacie, Yoshiaki Fujisawa skomponował muzykę, a za produkcję odpowiada Egg Firm. Seria miała pierwotnie mieć premierę w 2020, ale została opóźniona do stycznia 2021. Pierwsza połowa była emitowana od 11 stycznia do 22 marca 2021 w stacjach Tokyo MX, KBS, BS11 i SUN.
Po zakończeniu pierwszej części serialu, 22 marca 2021, ogłoszono, że zostanie wyemitowana druga część. Jej premiera miała się odbyć w lipcu 2021, ale z powodu „różnych okoliczności” została przesunięta na październik 2021. Druga część serialu była emitowana od 4 października do 20 grudnia 2021.
Funimation zakupiło prawa do dystrybucji serialu i transmitowało go na swojej stronie internetowej w Ameryce Północnej, Meksyku, Brazylii i na Wyspach Brytyjskich, w Europie za pośrednictwem Wakanim, a w Australii i Nowej Zelandii za pośrednictwem AnimeLab. Po przejęciu Crunchyroll przez Sony, serial został przeniesiony na platformę Crunchyroll. W Azji Południowo-Wschodniej licencję na serial zakupiła firma Muse Communication, która udostępniła go na swoim kanale YouTube Muse Asia oraz na stronach iQIYI i Bilibili. 
13 lutego 2021 roku Funimation ogłosiło, że serial otrzyma angielski dubbing, a pierwszy odcinek będzie miał premierę następnego dnia.
6 marca 2022 zapowiedziano, że powstanie drugi sezon serialu. Został wyreżyserowany przez Hirokiego Hirano, scenariusz napisał Toshiya Ono, a postacie zaprojektowała Sanae Shimada. Pierwsza część była emitowana od 3 lipca do 25 września 2023, druga zaś od 8 kwietnia do 1 lipca 2024.
po wyemitowaniu ostatniego odcinka drugiego sezonu zapowiedziano sezon trzeci.

### Ścieżka dźwiękowa
| Seria | Nr             | Tytuł                                         | Wykonawcy   | Źródło        |
|       | Czołówka       | Czołówka                                      | Czołówka    | Czołówka      |
| ----- | -------------- | --------------------------------------------- | ----------- | ------------- |
| 1     | 1              | „Tabibito no Uta” (jap. 旅人の唄)             | Yuiko Ōhara | [ 84 ] [ 85 ] |
| 1     | 2              | „Mezame no Uta” (jap. 目覚めの唄)             | Yuiko Ōhara | [ 84 ] [ 85 ] |
| 1     | 3              | „Keishō no uta” (jap. 継承の唄)               | Yuiko Ōhara | [ 84 ] [ 85 ] |
| 1     | 4              | „Inori no uta” (jap. 祈りの唄)                | Yuiko Ōhara | [ 84 ] [ 85 ] |
| 1     | 5              | „Tōku no komori no uta” (jap. 遠くの子守の唄) | Yuiko Ōhara | [ 84 ] [ 85 ] |
| 2     | 1              | „Spiral”                                      | Longman     | [ 80 ]        |
|       | Napisy końcowe |                                               |             |               |
| 1     | 1              | „Only” (jap. オンリー)                        | Yuiko Ōhara | [ 84 ] [ 85 ] |
| 1     | 2              | „Kaze to Iku Michi” (jap. 風と行く道)         | Yuiko Ōhara | [ 84 ] [ 85 ] |
| 2     | 1              | „Musubime” (jap. ムスビメ)                    | Yuiko Ōhara | [ 80 ]        |

## Gry komputerowe
Wyprodukowana przez Aiming Co. gra na smartfony, zatytułowana Mushoku Tensei: Game ni nattemo honki dasu (jap. 無職転生 ～ゲームになっても本気だす～; Mushoku Tensei - Poważnie spróbuję, nawet jeśli powstanie z tego gra), została wydana 27 marca 2021. Usługa gry została zakończona 31 sierpnia 2022.
Gra RPG zatytułowana Mushoku Tensei: Jobless Reincarnation - Quest of Memories została zapowiedziana na platformy Microsoft Windows, Nintendo Switch i PlayStation 4. Zostanie wyprodukowana przez Lancarse i wydana przez Bushiroad Games.

## Kontrowersje
8 lutego 2021, przed premierą piątego odcinka, seria została zawieszona w chińskiej platformie strumieniowej Bilibili z powodu kontrowersyjnych treści określanych jako „niemoralne” przez niektórych krytyków, w tym streamera o pseudonimie LexBurner, który określił anime słowami „dla osób stojących najniżej w hierarchii społecznej”, co skłoniło widzów do wystawienia anime niskiej oceny w serwisie streamingowym. Doprowadziło to także do wykluczenia LexBurnera, jednego z popularniejszych streamerów Bilibili, z serwisu. Później autor Rifujin na Magonote skomentował działania LexBurnera w następujący sposób: „Jego słowa są tylko i wyłącznie jego osobistą opinią i ma on prawo do posiadania takich poglądów, jakie mu się podobają. Chociaż jestem niezadowolony z tego, jak obraża innych widzów, anime nie jest tworzone tylko dla ludzi sukcesu, więc mam nadzieję, że ci, którzy mogą się nim cieszyć, będą się nim cieszyć”, komentował dalej: „Jeśli tak wygląda jego obecność w sieci, to po prostu tak to czasem wygląda. Nawet w Japonii jest mnóstwo ludzi takich jak on, choć nie mają oni może takiego wpływu. Jeśli chodzi o mnie, to zamiast się z nim zadawać, uważam, że ważniejsze jest ignorowanie go i rozwijanie własnej społeczności. Dziękuję!”.
Serial spotkał się również z krytyką użytkowników w Chinach, którzy zarzucali mu, że zawiera mizoginiczne komentarze i treści.